# Zkrácení hry
Zkrácení hry neboli stopbal, neformálně kraťas patří k základním tenisovým úderům. Pomocí něj hráč zkracuje dráhu letu míče těsně za síť tak, aby ukončil výměnu a protihráč jej nemohl doběhnout. Provedení úderu musí být přesné, jinak hráč dává výhodu soupeři, který získává dobrou pozici. Dalším faktorem je moment překvapení, kdy hráč maskuje zkrácení hry až do nejzazšího okamžiku (například falešným nápřahem). Úder se uplatňuje zejména v tenise žen a seniorů.
Držení rakety je při forhendu forhendové, při bekhendu bekhendové. Pohyb rakety je de facto shodný s čopem při forhendu, kdy míč získá spodní rotaci. Tuto fázi paralelně doprovází pokrčení v kolenou tak, aby hráč měl raketu pod míčem a váha těla byla přenesena na přední levou nohu (při forhendovém zkrácení u praváka). Postavení při úderu je shodné s úderem od základní čáry.
Výhodnější je hrát stopbal ze střední části kurtu či přímo jako volej, protože při zkrácení od základní čáry má soupeř dlouhou reakční dobu na doběhnutí. Po úderu je nutné dobře vykrýt co největší plochu dvorce. Proto je vhodné postoupit asi metr před základní čáru, kde lze dobře reagovat na protistopbal či prodloužení úderu soupeře až k základní čáře. Nevýhodou soupeřova úderu je jeho nízká razance, protože je míč hrán pod úrovní sítě těsně nad zemí.
Velmi výhodné je zahrát tento úder co nejtěsněji za síť, což je ale technicky velice náročné i obtížné. Takovýto úder při nepřesném či nesprávném provedení může vést až k nevynucené chybě, kdy míč skončí před sítí na vlastní polovině dvorce.

## Tenisté
Zde jsou uvedeni někteří z tenistů, kteří využívají výborné techniky při zkrácení hry:
- Manuel Santana
- Ilie Nastase
- Marcos Baghdatis
- Andre Agassi
- Guillermo Coria
- Albert Portas
- Juan Carlos Ferrero
- Roger Federer
- Gustavo Kuerten
- Rafael Nadal
- Martina Hingis
- David Nalbandian
- Patty Schnyder
- Fernando González
- Gastón Gaudio
- Luis Horna
- Novak Djoković
- Janko Tipsarević
- Jo-Wilfried Tsonga
- Jelena Dementěvová
- Anna Čakvetadze
- Andy Murray
- Patty Schnyder
- Jurgen Melzer
- Agnieszka Radwańska
- Markéta Vondroušová